# Satyrium (zoologia)
Satyrium Scudder, 1876, è un genere di lepidotteri appartenente alla famiglia Lycaenidae.

## Tassonomia

### Specie
- Satyrium abdominalis (Gerhard, 1850).
- Satyrium acaciae (Fabricius, 1787).
- Satyrium acadica (Edwards, 1862).
- Satyrium acaudata (Staudinger, 1901).
- Satyrium armenum (Rebel, 1901).
- Satyrium auretorum (Boisduval, 1852).
- Satyrium austrina (Murayama, 1943).
- Satyrium behrii (Edwards, 1870).
- Satyrium calanus (Hübner, 1809).
- Satyrium californica (Edwards, 1862).
- Satyrium caryaevorum (McDunnough, 1942).
- Satyrium dejeani (Riley, 1939).
- Satyrium edwardsii (Grote and Robinson, 1867).
- Satyrium esakii (Shirôzu, 1941).
- Satyrium esculi (Hübner, 1804).
- Satyrium eximia (Fixsen, 1887).
- Satyrium fuliginosum (Edwards, 1861).
- Satyrium goniopterum (Lukhtanov, 1995).
- Satyrium grandis (Felder and Felder, 1862).
- Satyrium guichardi (Higgins, 1965).
- Satyrium herzi (Fixsen, 1887).
- Satyrium hyrcanicum (Riley, 1939).
- Satyrium ilicis (Esper, 1779).
- Satyrium inouei (Shirôzu, 1959).
- Satyrium iyonis (Oxta and Kusunoki, 1957).
- Satyrium jebelia (Nakamura, 1975).
- Satyrium kingi (Klots and Clench, 1952).
- Satyrium kongmingi (Murayama, 1992).
- Satyrium kuboi (Chou and Tong, 1994).
- Satyrium lais (Leech, 1892).
- Satyrium latior (Fixsen, 1887).
- Satyrium ledereri (Boisduval, 1848).
- Satyrium liparops (Boisduval and Leconte, 1833).
- Satyrium lunulata (Erschoff, 1874).
- Satyrium mackwoodi (Evans, 1914).
- Satyrium marcidus (Riley, 1921).
- Satyrium mera (Janson, 1873).
- Satyrium minshanicum (Murayama, 1992).
- Satyrium myrtale (Klug, 1834).
- Satyrium neoeximia (Murayama, 1992).
- Satyrium oenone (Leech, 1893).
- Satyrium ornata (Leech, 1890).
- Satyrium patrius (Leech, 1891).
- Satyrium percomis (Leech, 1894).
- Satyrium persimilis (Riley, 1939).
- Satyrium phyllodendri (Elwes, 1882).
- Satyrium pruni (Linnaeus, 1758).
- Satyrium prunoides (Staudinger, 1887).
- Satyrium pseudopruni (Murayama, 1992).
- Satyrium redae (Bozano, 1993).
- Satyrium runides (Zhdanko, 1990).
- Satyrium saepium (Boisduval, 1852).
- Satyrium sassanides (Kollar, 1849).
- Satyrium siguniangshanicum (Murayama, 1992).
- Satyrium spini (Schiffermüller, 1775).
- Satyrium sylvinus (Boisduval, 1852).
- Satyrium tanakai (Shirôzu, 1942).
- Satyrium tetra (Edwards, 1870).
- Satyrium thalia (Leech, 1893).
- Satyrium titus (Fabricius, 1793).
- Satyrium v-album (Oberthür, 1886).
- Satyrium volt (Sugiyama, 1993).
- Satyrium w-album (Knoch, 1782).
- Satyrium xumini (Huang, 2001).